# Shushicë (Valona)
Shushicë è una frazione del comune di Valona in Albania (prefettura di Valona).
Fino alla riforma amministrativa del 2015 era comune autonomo, dopo la riforma è stato accorpato, insieme agli ex-comuni di Novoselë, Orikum e Qendër a costituire la municipalità di Valona.

## Località
Il comune era formato dall'insieme delle seguenti località:
- Shushice
- Bunavi
- Beshisht
- Grabian
- Drithas
- Mekat
- Llakatund
- Ceprat
- Risil